# Crepis vesicaria
Espèce
Synonymes
- Barkhausia hiemalis Spreng.[1]
- Barkhausia leucorhodia Rchb.[1]
- Barkhausia macrophylla (Desf.) Spreng.[1]
- Barkhausia raphanifolia Spreng.[1]
- Barkhausia scariosa (Willd.) Rchb.[1]
- Barkhausia taraxacoides Rchb.[1]
- Barkhausia vesicaria (L.) Spreng.[1]
- Crepis bicolor Rchb.[1]
- Crepis hiemalis Biv.[1]
- Crepis macrophylla Desf.[1]
- Crepis raphanifolia Willd.[1]
- Crepis scariosa Willd.[1]
- Crepis taraxacifolia Willd.[1]
- Crepis vesicaria var. longiseta Maire[1]
- Hieracioides vesicarium (L.) Kuntze[1]
- Lagoseris raphanifolia (Willd.) Link[1]
- Lagoseris taraxacoides Rchb.[1]

Crepis vesicaria (les Crépides à vésicules) est une espèce de plante herbacée à fleurs de la famille des Astéracées.

## Liste des variétés et sous-espèces
Selon Tropicos (28 novembre 2022) et The Plant List (28 novembre 2022)  (Attention liste brute contenant possiblement des synonymes) :
- Crepis vesicaria subsp. hyemalis (Biv.) Babc.
- Crepis vesicaria subsp. stellata Babc.
- Crepis vesicaria subsp. taraxacifolia (Thuill.) Thell. ex Schinz & R. Keller
- Crepis vesicaria subsp. vesicaria
- Crepis vesicaria var. purpurea Fiori
- Crepis vesicaria var. taraxacifolia (Thuill.) B. Boivin
- Crepis vesicaria subsp. andryaloides (Lowe) Babc.
- Crepis vesicaria subsp. bivonana (Soldano & F.Conti) Giardina & Raimondo
- Crepis vesicaria subsp. myriocephala (Batt.) Babc.